# Kirchdorf in Tirol
Kirchdorf in Tirol  är en ort och kommun i distriktet Kitzbühel i förbundslandet Tyrolen i Österrike.
Kommunen består av två orter (Ortschaften) (inom parentes invånarantal 1 januari 2024):
- Kirchdorf in Tirol (2 906)
- Erpfendorf (1 268)